# تشارلز يوست
تشارلز يوست (بالإنجليزية: Charles Woodruff Yost)‏ هو دبلوماسي أمريكي، ولد في 6 نوفمبر 1907 في واتيرتاون في الولايات المتحدة، وتوفي في 21 مايو 1981 في واشنطن العاصمة في الولايات المتحدة.

## وصلات خارجية
- تشارلز يوست على موقع مونزينجر (الألمانية)
- تشارلز يوست على موقع إن إن دي بي (الإنجليزية)